# El payaso de la ciudad
A Thousand Clowns (conocida en España e Hispanoamérica como El payaso de la ciudad), es una película estadounidense de género drama y comedia dirigida por Fred Coe y protagonizada por Jason Robards, Barbara Harris, Martin Balsam, y Barry Gordon. 

## Sinopsis
Cansado de convencionalismos y ataduras, Murray Burns, iconoclasta escritor, deja su empleo como guionista de un programa infantil y se refugia en su apartamento donde convive con su sobrino Nick, de nueve años. Hace siete que su hermana se marchó y dejó al niño con él. Sin oficio ni beneficio, los servicios sociales deciden encargarse de Nick y una pareja de asistentes sociales, Sandra y Albert, se personan en casa de Murray. Surge entre él y Sandra una especial relación. Albert, estricto profesional, aconseja a su compañera dejar el caso y prosigue con las diligencias para buscar otro hogar al niño. Sandra convencerá a Murray de que busque un empleo para conservar a su sobrino.

## Reparto
- Jason Robards como Murray Burns.
- Barbara Harris como Dr. Sandra Markowitz.
- Martin Balsam como Arnold Burns.
- Barry Gordon como Nick Burns.
- William Daniels como Albert Amundson.
- Gene Saks como Leo "Chuckles the Chipmunk" Herman.
- Phil Bruns como Sloan.
- John McMartin (como "John Macmartin") como el hombre en la oficina.

## Premios y nominaciones
- Sandy Dennis ganó un Tony por la versión teatral de 1963.[1]
- 1965: Oscar: Mejor actor secundario (Martin Balsam). 3 nominaciones
- 1965: Globos de Oro: 3 nominaciones, incluyendo mejor película comedia/musical
- 1965: National Board of Review: Top 10 mejores películas
- 1965: Sindicato de Guionistas (WGA): Mejor guion comedia[2]